# Lee Kyeong-yeong
Lee Kyeong-yeong (* 12. Dezember 1960 in Chungju, Südkorea; häufig auch Lee Geung-young) ist ein südkoreanischer Schauspieler und Regisseur. Er studierte Theater und Film an der Hanyang University.
2012 spielte er die Hauptrolle in dem Film National Security von Chung Ji-young. Lee spielt darin einen Geheimdienstagenten, der einen Bürgerrechtler (basierend auf Kim Geun-tae) im Auftrag des Militärregimes von Chun Doo-hwan foltert.
In dem Film Jeboja (2014) spielt er einen Wissenschaftler, der Daten gefälscht haben soll. Der Film basiert auf den Skandal um den Veterinärmediziner Hwang Woo-suk.

## Filmografie

### Filme als Schauspieler (Auswahl)
- 1987: Adada (아다다)
- 1992: White Badge (하얀전쟁 Hayan Jeonjaeng)
- 2010: A Better Tomorrow 2K12 (무적자 Mujeokja)
- 2011: War of the Arrows (최종병기 활 Choejongbyeonggi Hwal)
- 2012: A Company Man
- 2013: The Berlin File (베를린 Berlin)
- 2013: New World – Zwischen den Fronten (신세계 Sin Segye)
- 2014: Genome Hazard (무명인 Mumyeongin)
- 2014: Another Promise (또 하나의 약속 Tto Hana-ui Yaksok)
- 2014: Venus Talk (관능의 법칙 Gwanneung-ui Beopchik)
- 2014: Mr. Perfect (백프로 Baek Pro)
- 2014: Kundo – Pakt der Gesetzlosen (군도)
- 2014: Whistleblower (제보자 Jeboja)
- 2014: Pirates – Das Siegel des Königs (해적: 바다로 간 산적 Haejeok: Badaro Gan Sanjeok)
- 2014: Tazza: The Hidden Card (타짜: 신의 손 Tajja: Sin-ui Son)
- 2014: Fashion King (패션왕 Fashion Wang)
- 2015: Chronicle of a Blood Merchant (허삼관 Heo Sam-gwan)
- 2015: Perfect Proposal (은밀한 유혹 Eunmilhan Yuhok)
- 2015: Minority Opinion (소수의견 Sosuuigyeon)
- 2015: Assassination (암살 Amsal)
- 2015: Memories of the Sword (협녀: 칼의 기억 Hyeomnyeo: Kal-ui Gieok)
- 2015: The Beauty Inside (뷰티 인사이드)
- 2015: Untouchable Lawmen (치외법권 Chioebeopgwon)
- 2015: The Long Way Home (서부전선 Seobujeonseon)
- 2015: Joseon Magician (조선마술사 Joseon Masulsa)
- 2015: Inside Men – Die Rache der Gerechtigkeit (내부자들 Naebujadeul)
- 2016: The Great Actor (대배우 Dae Baeu)
- 2016: The Prison (더 프리즌)
- 2016: Pandora
- 2018: Monstrum

### Filme als Regisseur
- 1996: Gate of Destiny (귀천도 Gwicheondo)
- 2002: The Beauty In Dream (몽중인 Mongjungin)

### Fernsehserien (Auswahl)
- 2015: Sense8 (Netflix)
- 2015: D-Day (디 데이, JTBC)
- 2022: Doctor Lawyer (닥터로이어, MBC)

## Auszeichnungen
1990
- Korean Association of Film Critics Awards: Bester neuer Schauspieler für A Sketch of a Rainy Day

1991
- Chunsa Film Art Award: Bester Nebendarsteller für Death Song
- Blue Dragon Award: Bester Nebendarsteller für Death Song

1992
- Grand Bell Award: Bester Nebendarsteller für Death Song
- Chunsa Film Art Award: Bester Nebendarsteller für White Badge

1993
- Baeksang Arts Awards: Bester Filmdarsteller für White Badge
- Grand Bell Award: Bester Nebendarsteller für White Badge
- Blue Dragon Award: Popularitätspreis für That Woman, That Man

1994
- Chunsa Film Art Award: Bester Nebendarsteller für Out to the World
- Blue Dragon Award: Popularitätspreis

1996
- Baeksang Arts Awards: Bester Filmdarsteller für Runaway

1998
- SBS Drama Awards: Excellence Award, Actor für Romance, Eun-shil

1999
- SBS Drama Awards: Top Excellence Award, Actor für Love Story „Rose“ und Crystal

2014
- Busan Film Critics Award: Bester Schauspieler für Pirates

2015
- Buil Film Award: Bester Nebendarsteller für Minority Opinion
- APAN Star Award: Bester Nebendarsteller für Misaeng